# الداء الانسدادي الوريدي الكبدي
الداء الانسدادي الوريدي الكبدي أو الداء الانسدادي الوريدي المُترافق بالعوز المناعي أو الداء الكبدي الساد للوريد (فّي أو دي آي) هو حالة تكون فيها بعض الأوردة الصغيرة في الكبد مسدودة. وهو أحد مضاعفات الجرعات العالية من العلاج الكيمائي التي تُعطى قبل عمليات زراعة نخاع العظم أو زراعة الخلايا الجذعية (بي إم تي) ويتميز بزيادة الوزن الناتجة عن الاستسقاء وتضخم الكبد وارتفاع مستويات البيليروبين في الدم.
قد يحدث الداء الانسدادي الوريدي المُترافق بالعوز المناعي نتيجة أسباب أخرى بالإضافة للعلاج الكيميائي، مثل تناول أشباه القلويات كالبيروليزيدين (الموجود في بعض أنواع الشاي العشبية)، وقد وُصفَ كجزء من اضطراب جيني نادر يسمى الداء الكبدي الوريدي الوراثي المترافق بالعوز المناعي (وهو ناتج عن طفرات في الترميز الجيني لبروتين يسمى (SP110).
وبعيدًا عن المعالجة الكيميائية، قد يحصل (في أوه دي آي) بعد تناول نبتة محددة شبه قلوية مثل بيروليزيدين شيه القلوي (في بعض شاي الأعشاب)، ويوصف على أنه جزء من اضطراب جيني نادر يُدعى داء كبدي ساد للوريد المترافق لعوز المناعة (والذي ينتج عن طفرات في جين مرمز لبروتين يدعى إس بذي 110).

## العلامات والأعراض
- زيادة الوزن.
- تضخم الكبد.
- الاستسقاء البطني.
- اليرقان.

وغالبًا ما يرتبط بحدوث القصور الكلوي الحاد.

## الفيزيولوجيا المرضية
يُعتبر هذا الداء ناتجًا عن أذية البطانة الوريدية الكبدية. تشمل العوامل السامة المُسببة للداء بعض النباتات وكذلك دواء السيكلوفوسفاميد.

## التشخيص
يُستخدم عادةً التصوير بالأمواج فوق الصوتية (إيكو الدوبلر) لتأكيد التشخيص. تشمل الموجودات في التصوير الشعاعي: تضيق الأوردة البابيّة الكبدية مع تطور انعكاس مجرى التدفق في هذه الأوردة. غالبًا ما يتضخم الكبد ولكنه يبدو بشكل طبيعي في التصوير. المعيار الذّهبي المطلوب للتشخيص هو خزعة الكبد.

## التدبير
يشمل العلاج بشكل عام علاج الأعراض بما في ذلك السيطرة على الألم وممكن أن نستخدم مدرات البول. يُعتبر دواء الديفيبروتايد العلاج المقترح بالنسبة للمرضى الذين يعانون من أعراض شديدة بعد خضوعهم لعملية زراعة نخاع العظام. أُعطِيت الموافقة على استخدامه في الحالات الشديدة في أوروبا والولايات المتحدة.

## الإنذار
يبلغ خطر الوفاة حوالي 10% في الإصابات الخفيفة، في حين يبلغ حوالي 20% في الإصابات المعتدلة الشدّة. بينما يتضاعف خطر الوفاة إلى أكثر من 80% عند حدوث الإصابة بعد عملية زراعة نخاع العظم أو بعد فشل الأعضاء المتعدد.

## تاريخيًا
سُجّل أول تقرير عن الداء الانسدادي الوريدي، في عام 1920، نتيجة للتسمم بنبات زهرة الشيخ في جنوب أفريقيا. أما التقارير اللاحقة فكانت في غالبيتها عن إصابة الجمايكيين الذين تناولوا الشاي المصنوع من الأعشاب. أمّا بعد ظهور عملية زراعة نخاع العظم، فإن معظم الإصابات كانت عند المرضى الذين خضعوا لهذه العملية بهدف علاج ابيضاض الدم (اللوكيميا).